# Југословенска муслиманска организација
Југословенска муслиманска организација (Jugoslovenska muslimanska organizacija) је била странка југословенских муслимана у Краљевини СХС и Југославији. Основана је у Сарајеву 16. фебруара 1919, а њен најзначајнији лидер је био Мехмед Спахо.
Странка је имала значајан утицај у исламским верским институцијама и доминирала је политичком животу у Босни. Странка је апеловала на муслимане широм Југославије, позивајући их да не мигрирају у Турску. ЈМО није много наглашавала националну свест него више верску припадност муслиманског елемента у Југославији.
ЈМО је 1921. приступио владајућим српским странкама. Подршка ЈМО је била важна ради доношења новог Устава. Врло брзо ЈМО напушта ту коалицију и прелази у опозицију.
ЈМО је ради тога ступио у краткотрајни савез са Словеначком народном странком и Хрватском сељачком странком, међутим 1925. и тај савез се распао.
Године 1927. ЈМО је ступио у коалицију са Југословенском демократском странком под називом "Демократска заједница". На изборима 1927. доживели су неуспех. После избора ЈМО се приклонио владајућим странкама.
Са шестојануарском диктатуром ЈМО је званично укинута и њено водство махом хапшено.
После смрти краља Александра и повратка политичких слобода, ЈМО је реорганизована а Спахо се определио за улазак у Југословенску радикалну заједницу, са српским радикалима и Словеначком народном странком. ЈМО је као члан ЈРЗ учествовала у влади Милана Стојадиновића а после избора 1938. и у влади Драгише Цветковића.
Југословенска муслиманска организација је прекинула све активности након Априлског рата 1941.